# Ladies British Masters
De Ladies British Masters, niet te verwarren met het Women's British Open, was vanaf 2000 een toernooi van de Ladies European Tour (LET). 
Het toernooi bestond uit drie rondes van 18 holes en werd in juli of augustus gespeeld. Na twee edities werd het toernooi alweer gestopt. Het kreeg een doorstart in 2012 maar staat voor 2013 niet op de agenda.

## Winnaars
| Jaar                                                              | Baan                      | Winnares      | Score | Info                                                       |
| ----------------------------------------------------------------- | ------------------------- | ------------- | ----- | ---------------------------------------------------------- |
| 1962                                                              |                           | Dai Rees      |       |                                                            |
| The Daily Telegraph Ladies British Masters presented by Kellogg's |                           |               |       |                                                            |
| 2000                                                              | Mottram Hall              | Trish Johnson | -9    | Mette Hageman was 49ste                                    |
| 2001                                                              | Mottram Hall              | Paula Martí   | -10   | Valérie Van Ryckeghem was 4-ste Judith van Hagen was 62ste |
| 2002-2011 niet gespeeld                                           |                           |               |       |                                                            |
| ISPS Handa Ladies British Masters                                 |                           |               |       |                                                            |
| 2012                                                              | Buckinghamshire Golf Club | Lydia Hall    | -7    |                                                            |